# ارکان ایبیل
ارکان ایبیل (انگلیسی: Erkan Eyibil؛ زادهٔ ۱۵ ژوئن ۲۰۰۱) بازیکن فوتبال اهل آلمان است.
از باشگاه‌هایی که در آن بازی کرده‌است می‌توان به باشگاه فوتبال ماینتس ۰۵ اشاره کرد.
وی همچنین در تیم‌های ملی فوتبال جوانان آلمان، Germany national under-16 football team، جوانان آلمان، جوانان آلمان، جوانان آلمان، و زیر ۲۱ سال ترکیه بازی کرده‌است.